# 三色龙胆
三色龙胆（学名：Gentiana tricolor）为龙胆科龙胆属的植物，是中国的特有植物。分布于中国大陆的青海、甘肃等地，生长于海拔2,200米至3,200米的地区，多生在湖边漫滩草地、河滩草地、沼泽化草甸、林下以及路边，目前尚未由人工引种栽培
特徵
一年生草本，高3-5厘米，茎紫红色，下部光滑，上部具细乳突，在基部多分枝，枝铺散，斜上升。基生叶大，在花期枯萎，宿存，倒卵圆形，长7-11毫米，寬5-6.5毫米，先端钝圆，具短小尖头，边缘光滑，软骨质，两面光滑，中脉软骨质，在下面突起，叶柄膜质，光滑，长2-3毫米，連合成长0.5毫米的筒；茎生叶对折，疏离，长于或等于节间，矩圆披针形至线状披针形，长4-7毫米，宽1.5-2.5毫米，愈向茎上部叶愈长，先端钝至渐尖，边缘膜质，狭窄，平滑，兩面平滑，中脉在下面呈脊状突起，叶柄背面有细乳突或光滑，连合成长2-2.5毫米的筒。花数朵，单生于小枝顶端；花梗紫红色，具细乳突，長2-5.5毫米，藏于上部叶中；花萼倒锥形，長7-8毫米，光滑，裂片披针形或三角形，长2.5-3毫米，先端急尖，边缘膜质，狭窄，平滑，两面光滑，中脉绿色或白色，在背面呈脊状突起，并向萼筒下延，弯缺窄，截形；花冠常闭合，上部淡蓝色或蓝色，下部黄绿色，外面具绿色宽条纹，筒形，长11-13毫米，裂片卵形或卵狀橢圓形，长1.2-2毫米，先端钝，具短小尖头，褶卵形，长1.5-2毫米，先端钝，具极短小尖头，全缘或有不整齐细齿；雄蕊着生于冠筒中部，整齐，花丝丝状钻形，长4-4.5毫米，花药直立，稀微弯曲，矩圆形，长约1毫米；子房狭椭圆形，长2.5-3.5毫米，两端渐尖，柄粗壮，长2-2.5毫米，花柱线形，连柱头长约2毫米，柱头2裂，裂片矩圆形。蒴果外露，倒卵状矩圆形，长5.5-6.5毫米，先端钝圆，具宽翅，两侧边缘具狭翅，基部渐狭成柄，柄粗壮，长至15毫米；种子黑褐色，矩圆形，长1.1-1.4毫米，表面具细网纹。花果期6-8月。